# 萬克峰
47°20′15″N 10°56′19″E / 47.33750°N 10.93861°E

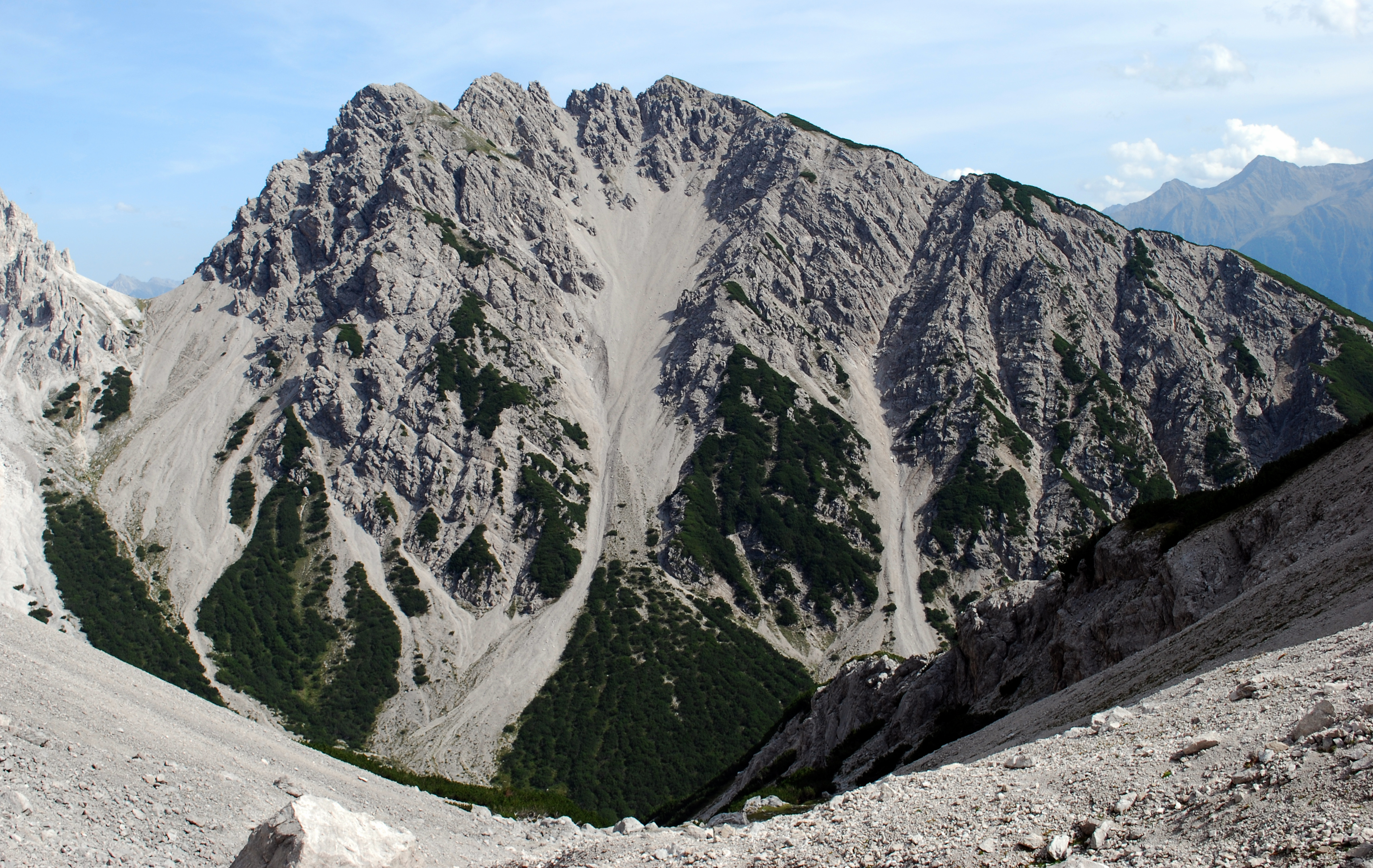

萬克峰（德語：Wankspitze），是奧地利的山峰，位於該國西部，由蒂羅爾州負責管轄，屬於米耶明山脈的一部分，海拔高度2,208米，每年平均降雨量1,698毫米。